# NIC-30
La NIC-30 es una importante carretera nacional clasificada como troncal primaria en Nicaragua. Esta vía comienza en el Sur, conectándose con la NIC-5 en el centro de la ciudad de Rosita, Región Autónoma de la Costa Caribe Norte, y culmina cerca del pueblo minero de Los Cocos en Bonanza. 

## Extensión
Con una extensión de 34 km, la NIC-30 juega un rol clave en la conectividad y transporte de la región.